# Quico Cortés
Francesc Cortés Juncosa, más conocido como Quico Cortés (Tarrasa , Barcelona, 29 de marzo de 1983), es un jugador español de hockey sobre hierba que se desempeña como portero y que actualmente milita en el Club Egara de División de Honor.
Es internacional absoluto con la selección española, con la que ha disputado cuatro Juegos Olímpicos, proclamándose subcampeón olímpico en los Juegos Olímpicos de Pekín 2008.

## Participaciones en Juegos Olímpicos
- Pekín 2008, medalla de plata.
- Londres 2012, sexto puesto.
- Río de Janeiro 2016, quinto puesto.
- Tokio 2020, octavo puesto.